# Strahlhorn (Baltschieder)
Strahlhorn är en bergstopp i Schweiz.   Den ligger i distriktet Visp och kantonen Valais, i den södra delen av landet, 70 km sydost om huvudstaden Bern. Toppen på Strahlhorn är 3 200 meter över havet, eller 231 meter över den omgivande terrängen. Bredden vid basen är 1,7 km.
Terrängen runt Strahlhorn är huvudsakligen mycket bergig. Närmaste större samhälle är Naters, 9,2 km sydost om Strahlhorn. 
Trakten runt Strahlhorn består i huvudsak av gräsmarker. Runt Strahlhorn är det ganska glesbefolkat, med 38 invånare per kvadratkilometer.